# Primera División (Uruguay) 1960
Die Saison 1960 der Primera División war die 57. Spielzeit (die 29. der professionellen Ära) der höchsten uruguayischen Spielklasse im Fußball der Männer, der Primera División.
Die Primera División bestand in der Meisterschaftssaison des Jahres 1960 aus zehn Vereinen, deren Mannschaften in den insgesamt 90 Meisterschaftsspielen jeweils zweimal aufeinandertrafen. Es fanden 18 Spieltage statt. Die Meisterschaft gewann Peñarol Montevideo. Die "Aurinegros" setzten sich im Meisterschaftsfinalspiel mit einem 3:1-Sieg gegen den CA Cerro durch, nachdem sich die beiden Vereine in der Jahresabschlusstabelle punktgleich die Tabellenführung hatten teilen müssen. Als Tabellenletzter stieg Sud América aus der Primera División in die Segunda División ab. Torschützenkönig wurde mit 14 Treffern Ángel Cabrera.

## Jahrestabelle
| Pl. | Verein                    | Sp. | S  | U | N  | Tore    | Diff. | Punkte |
| --- | ------------------------- | --- | -- | - | -- | ------- | ----- | ------ |
| 1.  | Peñarol Montevideo (M)    | 18  | 11 | 6 | 1  | 044:180 | +26   | 28     |
| 2.  | CA Cerro                  | 18  | 13 | 2 | 3  | 043:210 | +22   | 28     |
| 3.  | Nacional Montevideo       | 18  | 10 | 4 | 4  | 045:220 | +23   | 24     |
| 4.  | Centro Atlético Fénix (N) | 18  | 5  | 6 | 7  | 020:310 | −11   | 16     |
| 5.  | Club Atlético Defensor    | 18  | 3  | 9 | 6  | 017:220 | −5    | 15     |
| 6.  | Racing Club de Montevideo | 18  | 7  | 1 | 10 | 026:320 | −6    | 15     |
| 7.  | Rampla Juniors            | 18  | 5  | 5 | 8  | 020:320 | −12   | 15     |
| 8.  | Montevideo Wanderers      | 18  | 5  | 5 | 8  | 019:270 | −8    | 15     |
| 9.  | Liverpool FC              | 18  | 6  | 2 | 10 | 025:360 | −11   | 14     |
| 10. | Sud América               | 18  | 3  | 4 | 11 | 015:330 | −18   | 10     |

| (M) | Meister der vorangegangenen Saison  |
| (N) | Aufsteiger aus der Segunda División |

## Meisterschaftsfinale
| Peñarol Montevideo                                            | Peñarol Montevideo | CA Cerro | CA Cerro |
| ------------------------------------------------------------- | --- | --- | -------- |
| Peñarol Montevideo                                            | \| 18. Dezember 1960[3] in Montevideo, Uruguay (Estadio Centenario) \| \| Ergebnis: 3:1 \| \| Zuschauer: 70.000 \| \| [4] Spielbericht2] \|                                                                   | \| 18. Dezember 1960[3] in Montevideo, Uruguay (Estadio Centenario) \| \| Ergebnis: 3:1 \| \| Zuschauer: 70.000 \| \| [4] Spielbericht2] \|                                                                    | CA Cerro |
| Peñarol Montevideo                                            | Luis Maidana – William Martínez, Salvador – Santiago Pino, Néstor Gonçálvez, Wálter Aguerre – Luis Cubilla, Carlos Abel Linazza, Júpiter Crescio, Alberto Spencer, Carlos Borges Cheftrainer: Roberto Scarone | Pedro González Acuña – Julio Dalmao, Rubén Soria – Waldemar González, Ángel Rodríguez, Angel Carretti – Ruben Coccinello, Jorge López, Nelson García, Miguel De Britos, Juan Pintos Cheftrainer: Roberto Porta | CA Cerro |
| 18. Dezember 1960 in Montevideo, Uruguay (Estadio Centenario) | | |          |
| Ergebnis: 3:1                                                 | | |          |
| Zuschauer: 70.000                                             | | |          |
| [ Spielbericht2]                                              | | |          |